# Carlos Pintado
Carlos Pintado (Cuba, em 1974) é um poeta e escritor cubano.

## Biografia
Carlos Pintado (1974) é um poeta, escritor e dramaturgo nascido em Cuba vive desde 1997 nos Estados Unidos. Em 2014 ele foi premiado com o prestigiado Prêmio da Paz de Poesia A Série Nacional de Poesia em Nova York para seu novo livro "Nove moedas", publicado em edição bilíngue por Akashic Press. Ele também recebeu o Prémio Internacional de Poesia Sant Jordi na Espanha em 2006 por seu livro Retrato de auto no azul e também foi finalista do prêmio Adonais por sua chance livro e tesouros. Desde 2010, a South Beach Music Ensemble estreia de vários estados dos EUA Quintet sobre poemas de Carlos Pintado quinteto de piano e cordas sob a direção do compositor americano Pamela Marshall e Michael Andrews. 
No trabalho de Pintado, Richard Blanco, o poeta da inauguração de Barack Obama, que ele disse. "" A urgência e a presença nos poemas de Pintado fazer-nos pensar que a vida do poeta depende do próprio ato de escrita Possuído por uma qualidade única e indescritível, seus poemas capturar e exigem atenção. seu trabalho é íntimo e, por vezes, transbordando, movendo-se facilmente entre o verso métrico, livre ou poemas em prosa, enquanto, ao mesmo tempo que avançamos para o fluxo de Miami Beach dias ou mundos míticos e místicos de sua imaginação. " 
Poemas, contos e seus artigos foram traduzidos para o Inglês, Alemão, Turco, Português, Italiano e Francês, e têm aparecido em várias antologias e revistas em Espanha, Cuba, Turquia, México, Alemanha, Peru, Argentina e Estados Unidos. seus textos foram publicados no The New York Times ,  World Literature Today, The American Poetry Review, Raspa Magazine, entre outros. Ele participou no livro A experiência do exílio: a jornada para a liberdade, ideia original e músico Emilio Estefan empresário cubano-americana. Em 2012, Pintado era um membro do júri Festival de Cinema de Gibara, pelo cantor espanhol Luis Eduardo Aute. Carlos Pintado pratica Budismo Nichiren e é um membro da Soka Gakkai International desde 2004.

### Prêmios e homenagens
- 2015 livro "Nove moedas / nove moedas" aparece na lista dos 75 livros mais notáveis de acordo com a revista World Literature Today.
- 2015 Finalista CINTAS Fellowship 2015-2016.
- 2015 The New York Times Magazine publicado na edição de setembro de seu poema "La Luna", seleção de Natasha Trethewey (poeta laureado dos Estados Unidos).
- 2014 Winner Paz (A Série Nacional de Poesia) Prêmio de Poesia. Júri: Richard Blanco, poeta inaugural.
- 2012 "Rimas Tropicales" cantadas pelo Coro San Francisco meninas.
- 2011 Ídolos do sono (peça para soprano, clarinete, violino e piano (CONTINUUM Ensemble, New York).
- 2010 piano e Quinteto de Cordas sobre poemas de Carlos Pintado "(The South Beach Music Ensemble).
- Winner 2007 Sant Jordi Prêmio Poesia Internacional para seu livro "quarto escuro".

## Obras
Inéditas em português:
- Autorretrato en azul (poesia, 2006)
- Los bosques de Mortefontaine (poesia, 2007)
- Habitación a oscuras (poesia, 2007)
- Los Nombres de la noche (poesia, 2008)
- El azar y los tesoros (poesia, 2008)
- El árbol Rojo (haikais)
- Rimas Tropicales (cantada pelo San Francisco coristas e musicalized por Tania Leon)
- Dormir Ídolos "(peça para soprano, clarinete, violino, violoncelo e piano, estreou em 2011 pelo famoso CONTINUUM Kaufam Center, em Nova York).
- Poemas Quinteto em Carlos Pintado "(piano e quinteto de cordas liderado pelo compositor americano Marshall e Pamela Andrews Michael interpretado por Sul Music Ensemble Beach).
- El unicornio y otros poemas (Antologia Pessoal, editorial ruínas circulares, 2011)
- Taubenshlag (Capito, Cuba).
- La sed del último que mira (Sudaquia Editores, New York,2015).
- Nine coins/Nueve monedas (Winner of The National Poetry Series' 2014 Paz Prize for Poetry. Akashic Books 2015)

## Colaborações
- “Rimas Tropicales”

O San Francisco Girls Chorus, em junho de 2011, estreou um espetáculo, baseado em uma seleção de seus poemas, sob o título "Rhymes Tropical". O grupo ganhou 5 prêmios Grammy, vários prêmios da ASCAP (American Society of Composers, Authors and Publishers) e do Margaret Hills.
As "Rhymes Tropical", de Carlos Pintado foram musicalizados por Tania Leon.
- “Ídolos del sueño”

Uma seleção de seus poemas com o título  “Ídolos del sueño” foi musicalizado por Ileana Perez-Velazquez para soprano, clarinete, violino, violoncelo e piano, e estreada em 2011 pelo  CONTINUUM, no New York Center Kaufam.
- “La experiencia del exilio: un viaje a la libertad”

Carlos Pintado teve participação na obra “La experiencia del exilio: un viaje a la libertad”, ideia do músico e empresário cubano americano Emilio Estefan, que, através de suas empresas Crescent Moon Publications e Emilio Estefan Enterprises colaborou para a publicação do referido livro.
- Outras colaborações

Carlos Pintado participou de várias apresentações com os músicos cubanos Gema e Pavel;  com o ator e escultor Michel Hernandez realizou o projeto de fusão da poesia com a  escultura chamado "La invención de los sentidos" que se encontra no catálogo do "Espacio Abierto del Centro Cultural Español" de Miami e colaborou no projeto Free Soul Dance Company, dirigido por Belma Suazo e pelo ator cubano Francisco Gattorno.
Artigos de sua autoria foram publicados na revista Vogue da Espanha.[carece de fontes?]